# Битка за Купрес (1994)
Битка за Купрес је била битка током рата у Босни и Херцеговини, између Армије Републике Босне и Херцеговине (АРБиХ) и Хрватског вијећа одбране (ХВО) на једној страни и Војске Републике Српске (ВРС) на другој страни. Борбе су вођене од 20. октобра од 3. новембра 1994. године. Ова битка је први видљиви доказ муслиманско-хрватског савеза послије склапања Вашингтонског споразума у марту 1994, посредством САД, како би се окончао Муслиманско-хрватски сукоб у Босни и Херцеговини. Снаге АРБиХ и ХВО у почетку нису биле координисане, па су покренуле одвојене операције за заузимање Купреса.

## Операција
Офанзива АРБиХ, кодног назива „Јесен ’94”, почела је 20. октобра, са примарним циљем напредовања од Бугојна према Доњем Вакуфу којег је држала ВРС, подржаног секундарним нападом на Купрес, чији је циљ био нарушавање одбране ВРС и угрожавање линије снабдјевања ка Доњем Вакуфу. Примарна сила напада убрзо се зауставила, помјерајући фокус операције на Купрес, гдје су распоређена значајна појачања како би се обезбједио постепени напредак АРБиХ. Дана 29. октобра, ХВО доноси одлуку да започне напад, јер је сматрано да је АРБиХ непосредно угрозила стратешко Купрешко поље. ХВО је покренуо офанзиву кодног назива „Операција Цинцар ’94” 1. новембра. Послије кратког застоја у напредовању АРБиХ, за које је сматрано да је настало разним узроцима, на захтјев предсједника Републике Босне и Херцеговине Алије Изетбеговића да АРБиХ сарађује са ХВО, команданти АРБиХ и ХВО састали су се да координишу своје операције по први пут од Вашингтонског споразума. Купрес је заузео ХВО 3. новембра 1994. године.

## Последице
Осим политичког значаја битке за будућа дешавања у рату у Босни и Херцеговини, битка је била војно значајна за планирање и извршење операције Зима ’94 коју су спровеле Хрватска војска (ХВ) и ХВО крајем новембра и током децембра 1994. како би ублажили опсаду Бихаћа. Територијални добици ХВО и АРБиХ у бици за Купрес заштитили су десно крило операције Зима ’94. Постоји мишљење појединих српских политичара да је Купрес „предат без праве борбе".